# 月形隙蛛
月形隙蛛（学名：Coelotes luniformis）为暗蛛科隙蛛属的动物。在中国大陆，分布于云南等地。该物种的模式产地在云南下关。